# István Habsbursko-Lotrinský
István Habsbursko-Lotrinský (celým jménem: István Franz-Leopold Johannes Maria Rudolph Theresius Marcus d'Aviano Balthasar; * 22. září 1961, Ciudad de México) je arcivévoda rakouský, princ uherský a český.

## Život
Narodil se 22. září 1961 v Ciudad de México jako syn arcivévody Felixe Habsbursko-Lotrinského a jeho manželky arcivévodkyně Anny-Eugénie von Arenberg. Je dvojčetem Viridis Habsbursko-Lotrinské.
Dne 18. června 1993 (civilní sňatek) se v Budapešti oženil s Paolou de Temesváry. Církevní sňatek proběhl 11. září 1993 v Tihany. Spolu mají tři děti:
- arcivévoda Andreas Habsbursko-Lotrinský (nar. 22. prosince 1994)
- arcivévoda Pál Johannes Habsbursko-Lotrinský (nar. 10. ledna 1997)
- arcivévodkyně Marguerite Habsbursko-Lotrinská (nar. 25. března 1999)

## Tituly a oslovení
- od 22. září 1961: Jeho císařská a královská Výsost István, arcivévoda rakouský, královský princ uherský a český